# Joseph Smeets (politicus)

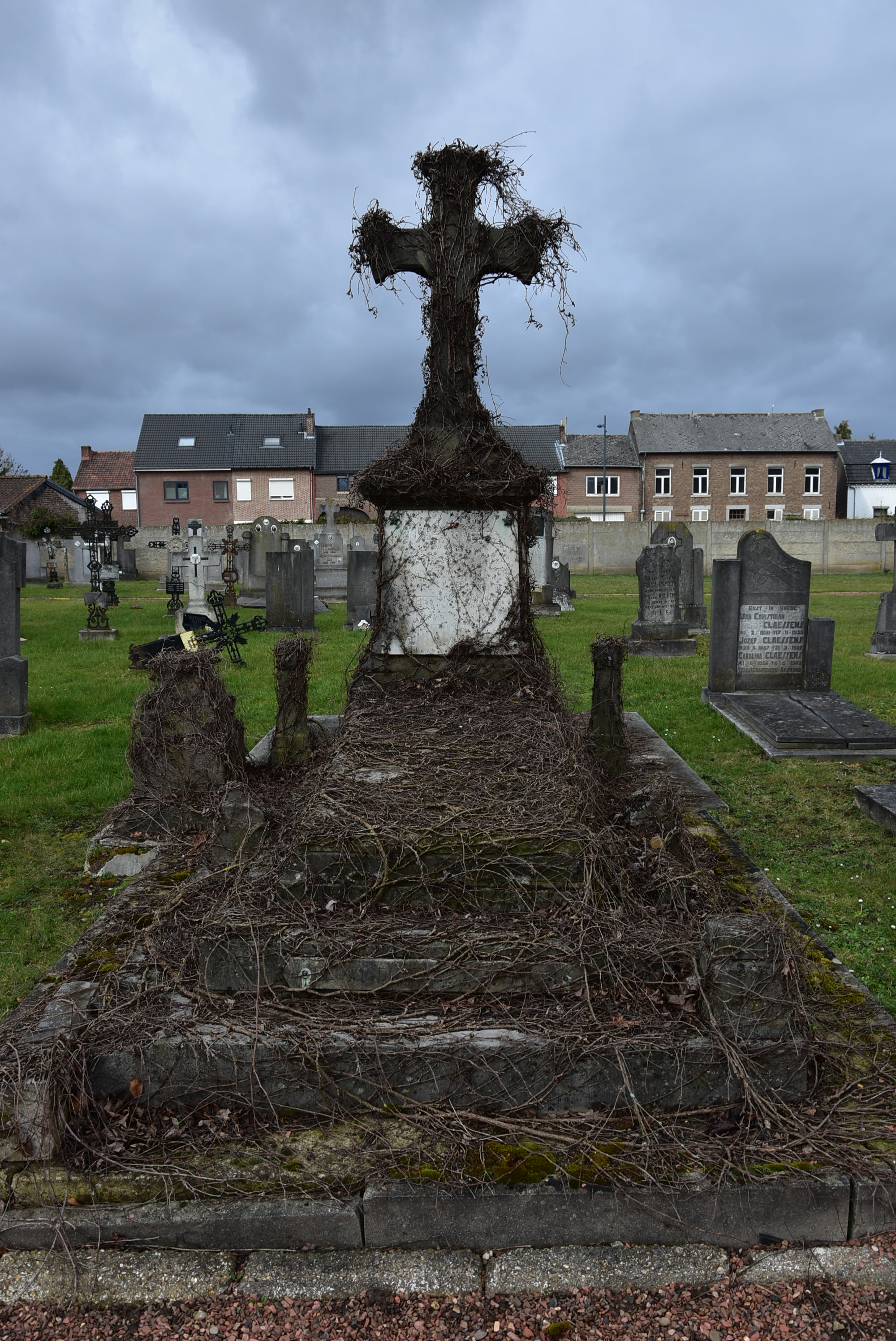
Graf van Joseph Smeets en zijn echtgenote op de historische begraafplaats te Mechelen-aan-de-Maas

Pierre Joseph Isidoor Smeets (Mechelen aan de Maas, 25 juni 1859 -  aldaar, 26 september 1929) was een Belgisch politicus. Hij was burgemeester van Mechelen-aan-de-Maas van 8 februari 1896 tot aan zijn dood. Zijn zoon Theodoor werd in januari 1933 burgemeester in dezelfde gemeente. De zoon van Theodoor, Jef Smeets, werd burgemeester in 1970. 

## Biografie
Joseph Smeets was de zoon van Joseph Lambert Leopold Smeets en Hubertina Nouwen. Aan het kruispunt van de vroegere Steenweg (anno 2021 Rijksweg) en de Bosstraat (thans Joseph Smeetlaan) hadden Joseph en Hubertina een herberg-winkel-drukkerij. Vanaf 1868 gaf vader Joseph een regionaal weekblad uit onder de naam de naam De Eendracht.  De drukkerij-uitgeverij, bekend van de oude postkaarten van Mechelen-aan-de-Maas, werd uitgebaat door vader Smeets en zijn zonen Arthur en Gerard.
Joseph Smeets begon zijn loopbaan als vrijwilliger in het Belgische leger om na acht jaar aan de slag te gaan als commis-griffier bij het vredegerecht van het kanton Mechelen-aan-de-Maas. Later werd hij benoemd tot officier van het Openbaar Ministerie bij dat zelfde vredegerecht. Later had hij een groothandel in wijnen en een sigarenfabriek aan de Vaartstraat.
Joseph werd op 16 oktober 1887 verkozen tot lid van de gemeenteraad van Mechelen-aan-de-Maas, waarvan hij meer dan 30 jaar onafgebroken deel van zou uitmaken. Vanaf 1900 zetelde hij in de provincieraad.
Joseph was burgemeester in een periode van overgang van landbouw naar industrie en tijdens de Eerste Wereldoorlog. Tijdens zijn burgemeesterschap bouwde men een nieuw vredegerecht met een nieuw gemeentehuis en het Heilig-Hartcollege. Men verbeterde het wegennet onder meer de verharding van de Bosstraat en de aanleg van de weg van Mechelen naar het station van As de belangrijkste zijn. Als dankbaarheid voor zijn inzet bij deze realisaties besloot de gemeenteraad op 21 oktober 1927 om de Bosstraat om te dopen tot Joseph Smeetslaan.